# Старый город Замостье
Старый город Замостье (Польша) (пол. Stare Miasto w Zamościu ) — старейший исторический район города Змостье (Замосць). Район является объектом Всемирного наследия Польши (добавлен в 1992 году). По данным ЮНЕСКО, его ценность заключается в «выдающемся примере Возрождения планировки города конца XVI века, сохранившим свою оригинальную планировку и большое количество зданий, представляющих особый интерес, смешивающих итальянские и Центрально-европейские архитектурные традиции». Средневековый город имеет площадь 75 га и в охранной зоне на 200 га.
Район является Польским официальным национальным историческим памятником (Pomnik historii) с 16 сентября 1994 года. Он занесен в список Национального наследия Польши.

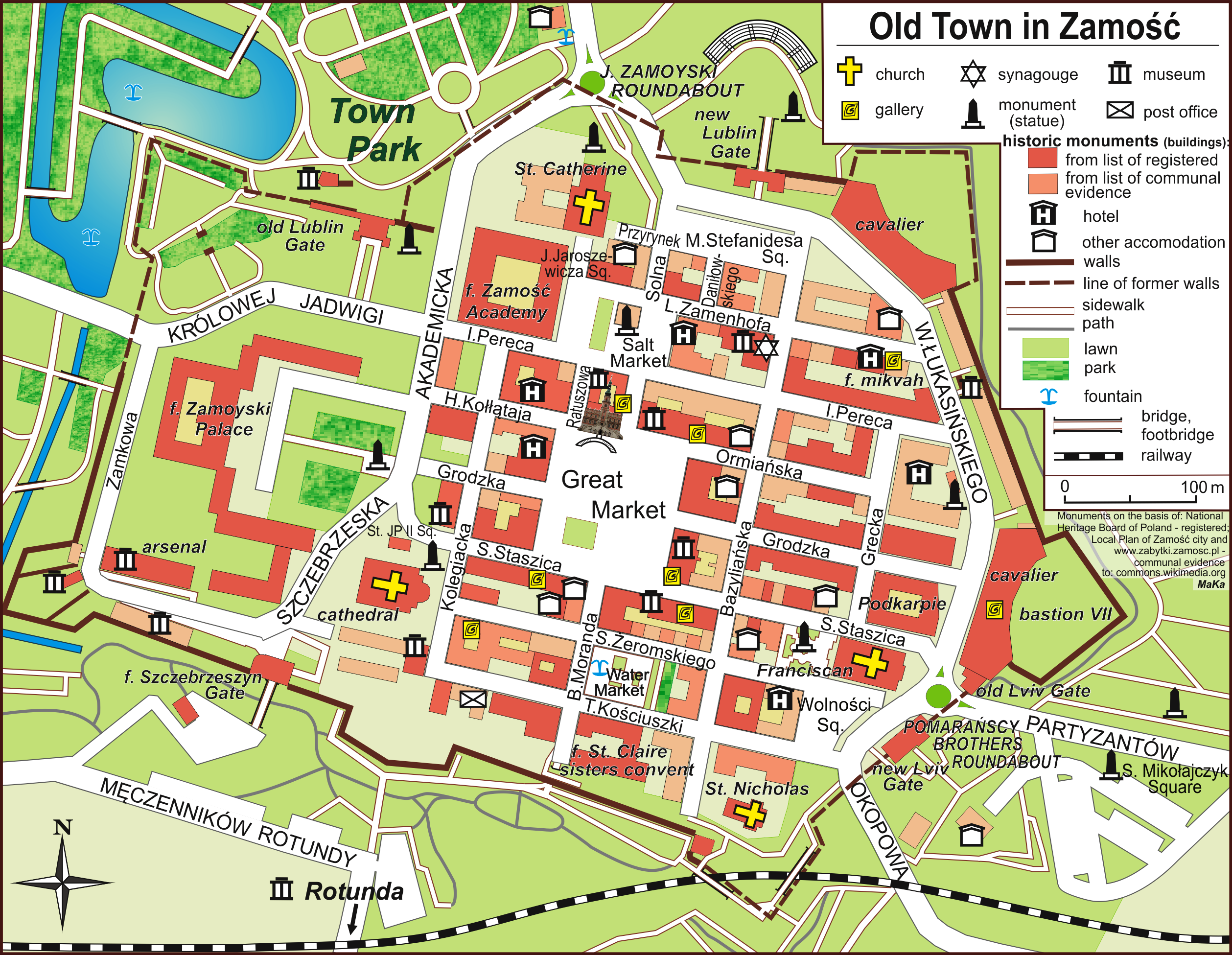
Карта Старого города Замостье

## История
Замостье отстраивалось в конце XVI века в соответствии с итальянской теорией «идеального города». Строительство нового города было инициировано гетманом Яном Замойским и осуществлялись по проекту архитектора Бернардо Морандо. Город являет собой образец Ренессанса со смесью Маньеризма в Центрально-европейских городских традициях. В городе расположены аркады галерей, которые окружают скверы.
В городе расположены музеи: Музей Замостье, Музей фортификационных сооружений и оружия «Арсенал», Музей религии, музей технологий строительства дорог и мостов; центр «Синагога» евреев Замостья, бастион. Работают выставки: галерея Замостья, выставка фотографий «Ратуша» и др.

## Памятники

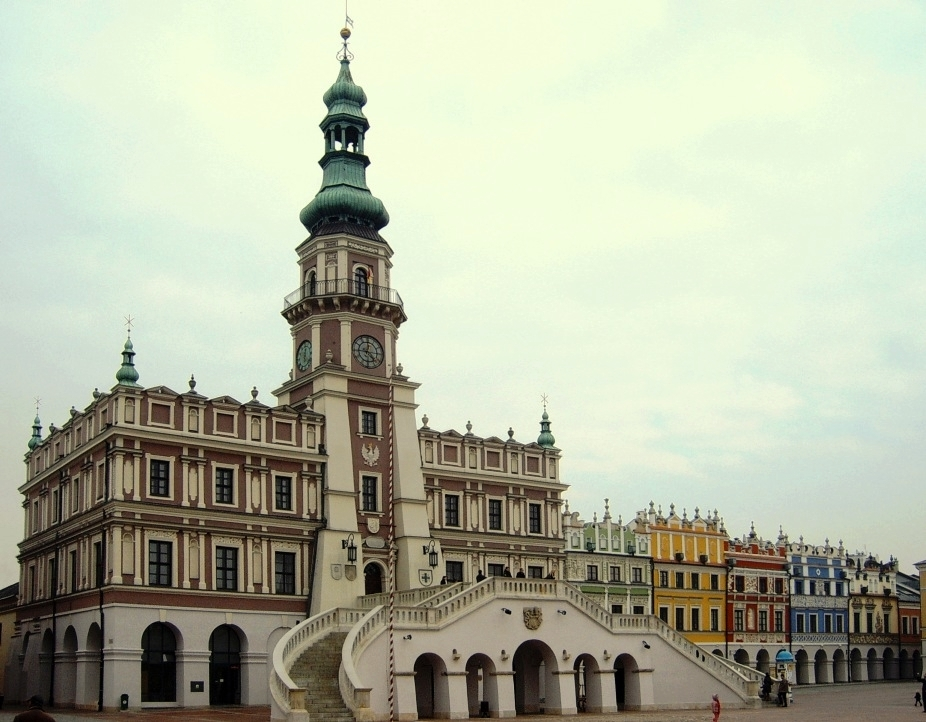
Здание ратуши в Замостье

Архитектор Морандо спроектировал город в виде шестиугольника.
В районе Замостья расположено около 200 памятников, в том числе Мэрия Замостья, собор Замостья, синагога, Замойстьевская академия и Замостьевский дворец.
Старый город окружен остатками крепости Замосци. . В городе расположены памятники:
- Памятный камень Дети Замостья. ул. Академическая, у старых Люблинских ворот;
- Статуя Иоанна Павла II;
- Статуя Яна Замойского;
- Статуя царя Давида Псалмопевца;
- Памятный крест «Катынь 1940».